# Marino Fabbri
Marino Fabbri (Orbetello, 18 ottobre 1896 – Bir Tagrift, 25 febbraio 1928) è stato un militare italiano, decorato di Medaglia d'oro al valor militare alla memoria nel corso delle Operazioni militari italiane in Libia (1922-1932).

## Biografia
Nacque a  Orbetello il 18 ottobre 1896, figlio di Francesco e di Gemma Berogna.
Nel giugno 1915 si arruolò volontario nel Regio Esercito in forza all'87º Reggimento fanteria "Friuli" prese parte alle operazioni di guerra nel settore del Monte Sabotino con il 128º Reggimento fanteria "Firenze". Nel gennaio 1916 fu nominato sottotenente di complemento dell'arma di fanteria, in forza al 34º Reggimento fanteria "Livorno", ed e promosso tenente nell'ottobre dello stesso anno.  Combatté nel settore del basso Isonzo e fu insignito di una medaglia di bronzo al valor militare il 18 gennaio 1917 sul Faiti Kribach. Trasferito dietro sua domanda nei reparti d'assalto, fu assegnato al XXIX Reparto  dal settembre 1917, posto al comando della 2ª Compagnia "Fiamme verdi", ricevette una seconda medaglia di bronzo al valor militare a Val Bella il 28 gennaio 1918. Durante la battaglia del solstizio, fu decorato sul campo di una medaglia d'argento al valor militare a Zenson Fossalto, per i combattimenti accaduti dal 17 al 19 giugno 1918. Promosso capitano per merito di guerra nell'ottobre 1918, dopo aver preso parte alla battaglia di Vittorio Veneto, fu inviato in Libia con la 1ª Divisione d'assalto, ricevendo due encomi solenni nel giugno e nell'ottobre 1919. Rientrato in Italia, fu posto in congedo nel febbraio 1920. Richiamato in servizio attivo a domanda fu assegnato al Regio corpo truppe coloniali della Tripolitania nel febbraio 1924, in forza al VI Battaglione libico con il quale partecipò alla rioccupazione dei territori tra Agedabia ed el Agheila. Nel combattimento avvenuto a Bir Tagrift il 25 febbraio 1928, comandò una compagnia dell'avanguardia della colonna Mezzetti, ed avvertito che sue pattuglie avanzate erano entrate in azione contro numerosi armati ribelli allo sbocco del vallone, andò rapidamente in linea con l'intera compagnia al fine di respingere l'attacco nemico. Il violento attacco nemico si sviluppò sul fronte e sul fianco della compagnia e contro le fiancheggianti pattuglie sahariane. Al fine di impedire che nell'attacco fosse coinvolta la colonna in marcia, andò all'attacco costringendo il nemico a ritirarsi su una seconda linea difensiva. Dopo aver impartito i necessari ordini si apprestò ad attaccare il nemico sulle nuove posizioni difensive, quando fu colpito in fronte da pallottola di fucile. Con Regio Decreto 26 settembre 1930, fu insignito della medaglia d'oro al valor militare alla memoria.

### Annotazioni
1. ↑  Il 29° reparto d’assalto era costituito prevalentemente da alpini del battaglione alpini "Monte Pelmo" del 7º Reggimento alpini

### Fonti
1. 1 2 3  Bianchi, Cattaneo 2012, p. 94.
2. 1 2 3  Noi Alpini.
3. 1 2  Bassi, 1928: 57.
4. ↑  Bassi, 1938: 1-77.
5. 1 2 3 4 5 6 7  Combattenti Liberazione.
6. 1 2 3 4 5 6  Bianchi, Cattaneo 2012, p. 95.
7. ↑  Medaglie d'oro al valor militare sul sito della Presidenza della Repubblica